# Tojecool.cz
Tojecool.cz byly internetové stránky pro žáky a studenty, které dal zřídit Středočeský kraj. Stránky měly informovat například o studentských soutěžích, školních akcích nebo přijímacích zkouškách na jednotlivé školy, ale ve známost vešly především kvůli své téměř stokrát předražené ceně, která činí 1,95 milionu korun. Ačkoliv byla vynaložena takto vysoká částka, je web postavený na open source řešení WordPress. Podle Radka Bartuška se po grafické stránce jedná o neprofesionální práci, kdy autor pouze upravil volně přístupnou grafickou šablonu, přičemž celkový dojem neodpovídá zaměření na cílovou skupinu. Dále vytýká portálu to, že porušuje pravidla použitelnosti a přístupnosti, a že je nepřehledný a přeplácaný.  Spuštění projektu kritizovali také ředitelé vybraných škol kvůli nehospodárné investici. Někteří oslovení ředitelé projekt vůbec neznali. 

## Podezření z korupce
Server Lupa.cz upozorňoval, že zhotovitel stránek firma Koch & Koch a.s. má nejasnou vlastnickou strukturu a nejspíše byla založena účelově, protože nemá jinou viditelnou prezentaci. V patičce webu byly pro návštěvníky (ale nikoliv pro vyhledávací roboty) skryté odkazy na tři firmy z nichž jedna byla právě Koch & Koch a.s. a zbývajícími jsou advokátní kancelář Heřmánek & Černý a modelingová agentura Modele.cz. Po článku na Lupě byly tyto odkazy odstraněny. Na všechny tři je napojený advokát Adam Černý, respektive advokátní kancelář Heřmánek & Černý, která porůznu zastupuje právě státní správu, zejména Středočeský kraj. Podle Lupy tak jde o klasický případ „odklánění“ prostředků daňových poplatníků.
Středočeský kraj navíc nezveřejnil na svých stránkách podrobnosti o výběrovém řízení či projektovou dokumentaci. Za zpracování těchto materiálů ve dvou případech navrhoval zpoplatnění 1 918,40 Kč. Celé výběrové řízení začal prošetřovat odbor hospodářské kriminality Obvodního ředitelství policie Praha 2.  Oznámení od občanů rovněž obdržel Nejvyšší kontrolní úřad. Ten by mohl zakázku prověřit jen v případě, že vstoupí v platnost novela zákona, která rozšiřuje pravomoce NKÚ o kontrolu krajů a měst. 

## Výpadek
Kolem poledne 22. března 2012 měly webové stránky výpadek z důvodu rozsáhlého přetížení serveru. A podle serveru Lupa.cz tak mohlo jít od DDoS útok.

## Mazání komentářů na Facebooku
Správci Facebookové stránky projektu Tojecool.cz také začali podle serverů Lupa.cz a ITBIZ.cz mazat komentáře uživatelů . Proti tomu se někteří uživatelé ohradili. Jejich připomínky však zůstaly bez odezvy . Během několika dní získal portál 114 zmínek na Twitteru, převážně negativního charakteru .

## O společnosti Koch & Koch
Akciová společnost Koch & Koch byla založena 2. února 2011. Vydala listinné akcie na majitele. Předsedou představenstva se stal Adam Černý, který upsal 95 % akcií.

## Poskytnutí informací
Na základě své žádosti o poskytnutí informací a po zaplacení požadované částky 1800 Kč obdržel magazín Lupa.cz od Středočeského kraje informace o zadání zakázky. Podle těchto informací byly při zadávání vyzvány tři firmy (kromě vítěze ještě RG MEDIA s.r.o. a INFO GATE k.s.). Jediným kritériem výběru vítězného uchazeče byla nabídková cena (neměla přesáhnout 2 mil. Kč). Za vytvoření webu bylo jednorázově vyplaceno 60 000 Kč, dále bylo průběžně placeno za webhosting, redaktorské a editorské práce, grafiku, správu facebookového profilu a další služby. Za období od května 2011 do dubna 2012 byly vyčerpány tři čtvrtiny z celkové částky.

## Ukončení provozu webu
28. května 2012 rozhodla Rada Středočeského kraje o ukončení projektu. Podle Marcela Chládka, náměstka hejtmana, došla rada k závěru, že „projekt není zcela potřebný pro Středočeský kraj“. K 1. červnu byl již web mimo provoz.